# Вишнёвый (Челябинская область)
Вишнёвый — посёлок в Карталинском районе Челябинской области России. Входит в состав Южно-Степного сельского поселения.

## География
Посёлок находится на берегу реки Сухая, на расстоянии 20 км к юго-западу от города Карталы 20 км, административного центра района.

## История
Посёлок основан во время строительства Уральского хода Южно-Уральской железной дороги. В 1968 году в состав посёлка включены жилые дома 143 км железной дороги.

## Население
| 2002 | 2010 |
| ---- | ---- |
| 393  | ↘317 |

## Улицы
| - пер. Восточный, - пер. Железнодорожный, - пер. Зелёный, - ул. Кооперативная, - ул. Озёрная, | - ул. Октябрьская, - пер. Речной, - пер. Солнечный, - ул. Центральная, - пер. Школьный. |

## Инфраструктура
В посёлке действуют клуб, фельдшерско-акушерский пункт, библиотека.